# Districtul Günzburg
Districtul Günzburg este un district rural (germană: Landkreis) din regiunea administrativă Șvabia (Regierungsbezirk Schwaben), landul Bavaria, Germania.

## Orașe și comune
| orașe 1. Burgau (9.519) 2. Günzburg (19.797) 3. Ichenhausen (8.513) 4. Krumbach (12.684) 5. Leipheim (6.797) 6. Thannhausen (6.168) comune (târg) 1. Burtenbach (3.307) 2. Jettingen-Scheppach (6.746) 3. Münsterhausen (2.072) 4. Neuburg an der Kammel (3.114) 5. Offingen (4.074) 6. Waldstetten (1.233) 7. Ziemetshausen (3.044) | comune 1. Aichen (1.171) 2. Aletshausen (1.150) 3. Balzhausen (1.209) 4. Bibertal (4.803) 5. Breitenthal (1.284) 6. Bubesheim (1.732) 7. Deisenhausen (1.538) 8. Dürrlauingen (1.722) 9. Ebershausen (621) 10. Ellzee (1.175) 11. Gundremmingen (1.520) 12. Haldenwang (1.843) 13. Kammeltal (3.376) 14. Kötz (3.235) 15. Landensberg (698) 16. Rettenbach (1.639) 17. Röfingen (1.158) 18. Ursberg (3.506) 19. Waltenhausen (707) 20. Wiesenbach (972) 21. Winterbach (807) |